# 香港唱片商會
香港唱片商會（英語：Hong Kong Record Merchants Association），是一個香港唱片發行商及零售商的同業組織，成立於1982年9月3日，現任會長為林錫堅、副會長鍾慧慧和陳綺娜、永遠名譽會長林耀。很多大型唱片商及零售商皆是成員之一，包括環球唱片、香港索尼音樂娛樂、英皇娛樂、寰亞音樂、TVB Music Group、永恆唱片、風行唱片 （页面存档备份，存于）、CD Warehouse （页面存档备份，存于） 、節拍唱片、 Echo CD Centre等。

## 銷量榜
香港唱片商會最為人熟悉的是他們自1980年代已開始建立「香港唱片商會銷量榜」，初期在音樂通信Music Bus等文字媒體刊載，該榜紀錄每週全港零售商銷量最高的十五大唱片（分為本地碟榜及外語碟榜），該榜會列出上榜唱片的本週排名（TW，This Week）、上週排名（LW，Last Week）及上榜週數（NW，No. of Weeks）等資料。當年亦有另一名為「全港最暢銷大碟榜」，但並非由唱片商會主辦。後來改為在香港電台第二台節目《Made in Hong Kong 李志剛》逢星期五下午1時至2時公布十大銷量最高唱片與DVD/Blu-ray影碟 （唱片以倒數形式報榜， DVD/Blu-ray影碟則以順序形式報榜），最後報出的一張唱片是該周的冠軍。這個榜對香港樂迷了解本地唱片業行情有很大的參考作用。
銷量計分方法：
- 50%來自零售商的銷售數據
- 30%來自各批發商出貨量
- 20%來自HMV（IFPI）銷量

## 外部連結
- 香港唱片商會 官網
- Made in hong kong 李志剛 節目介紹 （页面存档备份，存于）